# Monique Mund-Dopchie
 (juin 2013).
Monique Mund-Dopchie est une philologue classique et historienne de la littérature belge née à Renaix le 21 août 1943.
Professeure spécialiste du grec, du latin et des études orientales à la faculté de philosophie, arts et lettres de l'université catholique de Louvain, Monique Mund-Dopchie est l'auteure de neuf livres, outre de nombreuses participations à des ouvrages collectifs.
Elle a été élue à l'Académie royale des sciences, des lettres et des beaux-arts de Belgique en 2004.

## Publications
- La fortune du Périple d'Hannon à la Renaissance et au XVIIe siècle / Monique Mund-Dopchie / Société des études classiques, Namur, 1995.
- Heureux qui comme Ulysse a fait un beau voyage, hommage à Monique Mund-Dopchie, Presse universitaire de Louvain, mai 2013.  (ISBN 9782875581617)
- La survie d'Eschyle à la Renaissance. Editions, traductions, commentaires et imitations, Peeters, Leuven, 1984. Prix de l'Académie royale de Belgique en 1981.
- Ultima Thulé : histoire d'un lieu et genèse d'un mythe, Genève, Droz, coll. « Histoire des idées et critique littéraire » (no 449), 2009, 494 p. (ISBN 978-2-600-01234-8, présentation en ligne), [présentation en ligne], [présentation en ligne].